# Цветко, Драготин
Драготин Цветко (19 сентября 1911, Вуча Вас, Австро-Венгрия (ныне Помурский регион, Словения) — 2 сентября 1993, Любляна) — словенский и югославский композитор и музыковед. Музыкальный педагог, профессор, доктор наук (1938). Академик, действительный член Словенской (с 1970), член-корреспондент Сербской (с 1968) и член-корреспондент Хорватской академий наук и искусств (с 1979).

## Биография
Драготин Цветко родился в Вуча Вас. Был сыном Франа и Алоизии Цветко, школьных учителей. Старший брат композитора Цирила Цветко (1920–1999). В 1936 году окончил философский факультет Люблянского университета, в следующем году — консерваторию в Любляне. В 1937—1938 гг. совершенствовался в Школе мастерства при Пражской консерватории.
Преподавал в люблянской Академии музыки (1938—1943 и 1945—1962, с 1952 г. — профессор), в 1943—1945 годах участвовал в народно-освободительной борьбе против фашистских оккупантов. Был членом комитета научно-исследовательского института Фронта освобождения словенского народа, главная задача которого состояла в проведении исследований и определении послевоенных границ Словении.
С 1962 по 1981 год — профессор истории словенской и современной мировой музыки, заведующий кафедрой музыковедения на факультете искусств Люблянского университета. Декан факультета искусств с 1970 по 1972 год.
Читал курсы лекций на международных семинарах и в крупнейших университетах стран Европы, в США, Японии и др.
Драготин Цветко — член многих международных музыкальных организаций и обществ, в том числе Международного общества музыковедения (Базель; с 1967—1972 гг. — вице-президент), Международного общества библиотек, Международного института по сравнительному изучению музыки и документации (Берлин).

## Творческая и научная деятельность
Труды Д. Цветко, одного из ведущих представителей музыкально-исторической науки СФРЮ, посвящены, главным образом, словенской музыкальной культуре, начиная с эпохи Возрождения, творчеству отдельных композиторов Югославии и других стран, в том числе П. И. Чайковского и Ф. Шопена, а также вопросам музыкального воспитания, изучения музыкального фольклора и истории музыкальной культуры народов Югославии, русской, советской и современной чешской музыке.
Автор многих статей о музыкальной культуре и композиторах Югославии, опубликованных в югославских и других энциклопедических изданиях (Словенском и югославском биографических словарях, а также советской, итальянской и немецкой музыкальных энциклопедиях).

## Награды
- Премия имени Франце Прешерна (1961),
- Премия Гердера (1972),
- премия Антифашистского вече народного освобождения Югославии (1982).

## Избранная библиография
- Problem občega muzikalnega vzgajanja ter izobraževanja (Ljubljana, 1938)
- Život i rad kompozitora Rista Savina (Belgrade, 1958)
- Zgodovina glasbene umetnosti na Slovenskem (Ljubljana, 1958—1960)
- Historijski razvoj muzičke kulture u Jugoslaviji (в соавт. Zagreb, 1962)
- Academia Philharmonicorum Labacensis (Ljubljana, 1962)
- Stoletja slovenske glasbe (Ljubljana, 1964)
- Jacobus Gallus Carniolus (Ljubljana, 1965)
- Jacobus Gallus: sein Leben und Werk (Munich, 1972)
- Musikgeschichte der Südslawen (Kassel, 1975)
- Davorin Jenko (Ljubljana, 1980)
- Južni Slovani v zgodovini evropske glasbe (Maribor, 1981)
- Glasbeni svet Antona Lajovca (Ljubljana, 1985)
- Anton Lajovic (Ljubljana, 1987)
- Iacobus Hándl Gallus vocatus Carniolanus (Ljubljana, 1991)
- Slovenska glasba v evropskem prostoru (Ljubljana, 1991)
- V prostoru in času: spomini (Ljubljana, 1995)